# Gorezone
Gorezone ist eine deutsche Brutal-Death-Metal-Band aus Oldenburg, Niedersachsen, die im Jahr 1995 unter dem Namen Wolfshade gegründet wurde.

## Geschichte
Die Band wurde im Jahr 1995 unter dem Namen Wolfshade von Sebastian Bösche (Schlagzeug), Markus Krügel (E-Gitarre) und Torben Waleczek (Gesang) gegründet. Zwei Jahre später stieß noch Thilo Neidhöfer (E-Gitarre) zur Band. Das erste Demo namens Carry the Twin wurde im selben Jahr veröffentlicht, das zweite … Eats the World Alive zwei Jahre später.
Im September 2001 nahm die Band unter dem neuen Namen Gorezone ihr Debütalbum Erase the Scum auf und veröffentlichte es im selben Jahr ohne die Unterstützung eines Labels. Das Album wurde im Soundlodge Studio unter der Leitung von Jörg Uken aufgenommen. Im Anschluss folgten einige Auftritte. Ende 2003 nahm die Band eine Promo-CD auf, wodurch sie die Aufmerksamkeit von Chainsaw Fisting Records erregten und einen Vertrag mit dem Label erreichten. Die Grind’m all Tour folgte im Frühling 2004.
Gegen Ende des Jahres 2008 und Anfang 2009 arbeitete die Band in drei verschiedenen Studios und mit zwei verschiedenen Sänger an dem Album Brutalities of Modern Domination. Das Cover wurde von dem italienischen Künstler Marco Hasmann gestaltet. Das Album wurde im Oktober 2009 veröffentlicht.
Ein weiteres Album, mit dem Titel Antibiosis sollte im Herbst 2015 erscheinen, wurde jedoch nicht veröffentlicht. 2019 erschien das Album Implexaeon bei Rising Nemesis Records.

## Stil
Die Band spielt eine aggressive Variante des Death Metal, wobei auch Einflüsse aus dem Grindcore hörbar sind. Charakteristisch ist das schnell gespielte Schlagzeug, insbesondere die schnellen Blastbeats. Die schnellen Passagen werden von langsameren, groovenden Passagen unterbrochen. Ein weiteres Merkmal ist der extrem tiefe, gutturale Gesang.

## Diskografie

### Als Wolfshade
- 1997: Carry the Twin (Demo, Eigenveröffentlichung)
- 1999: …Eats the World Alive! (Demo, Eigenveröffentlichung)

### Als Gorezone
- 2001: Erase the Scum (Album, Eigenveröffentlichung)
- 2003: Live in Wolfsburg 26.04.03 (Live-DVD, Eigenveröffentlichung)
- 2003: Promo 2003 (EP, Eigenveröffentlichung)
- 2004: Tears of Decay / Gorezone (Split-Album mit Tears of Decay, Eigenveröffentlichung)
- 2004: Hate, Peace and Understanding (Album, Chainsaw Fisting Records)
- 2007: Control Us (EP, Eigenveröffentlichung)
- 2009: Brutalities of Modern Domination (Album, Xtreem Music)
- 2019: Implexaeon (Album, Rising Nemesis Records)